# Српска савремена примењена уметност и дизајн
Српска савремена примењена уметност и дизајн је своју збирку први пут основала 1966. године коју сачињавају уникати од различитих материјала ,са почетком настајања од 1918. године све до данас.

## Историјат и колекције
Сакупљање остварења међуратне примењене уметности у континуитету, отпочиње од седамдесетих година, када су и почела да се вреднују дела ове епохе. Временом су  створене колекције уметника Душана Јанковића, Милоша Бабића, Васе Поморишца и Светомира Лазића, као и збирке примењене графике, значака, медаља, одевним и предметима за кућну употребу. Захваљујући процвату примењене уметности, коме је значајно допринео Музеј примењене уметности, формиране су колекције текстила и таписерије као и савременог одевања.
Колекција савремене керамике настала је 1951. године и подразумева уметничку и индустријску керамику. Приказује развојни пут керамике као материјала и то од средине ХХ века до данашњице. Једна од репрезентативнијих јесте и колекција савременог стакла која прати ток уметничког и дизајнерског обликовања истог. У Збирци се такође могу наћи и колекције индустријског дизајна и намештаја, и колекције уметничких предмета справљаних од метала и дрвета.
Колекције плаката и графичког дизајна, илустрације и опреме књиге, стрипа, карикатуре и фотографије у периоду од 1945. садржe богату и разноврсну збирку.У Збирци плаката налази се преко шест хиљада предмета, а у оквиру колекције се налази и фундус савременог пољског плаката.
Посебан део колекције плаката и графичког дизајна чине легати  уметника и графичких дизајнера  Ђорђа Милановића и Драгослава Стојановића Сипа.

## Кустоси
Кустоси Збирке су:
- мр Бојана Поповић, музејска саветница
- Јелена Поповић, виша кустоскиња
- Слободан Јовановић, виши кустос [1]